# キエーティ・トロリーバス
キエーティ・トロリーバス（イタリア語: Filovia di Chieti）は、イタリアの都市・キエーティ市内に存在するトロリーバス路線。1950年に開通し、長期に渡る運休を経て2009年に運行を再開している。2025年現在はトロリーバスと共にラ・パノラミカによって運営されている。

## 概要
キエーティにトロリーバスが開通したのは1950年7月16日で、鉄道駅（キエーティ駅）や市内中心部を経由する経路を有していた。これは第二次世界大戦中に破壊され運休した狭軌の鉄道路線（キエーティ市-キエーティ駅鉄道）に代わる交通機関として計画されたもので、鉄道よりも経済的かつ効率的な運用が可能である事が選択の理由であった。
開通後、トロリーバスは多数の利用客を記録し、他都市からの譲渡を含めた車両の増備が継続して実施された。1980年代には開業時から使用されていた車両の置き換え用の車両が導入されたが、施設については一部区間の歩行者専用道路への移管による移設を除いて更新が行われない状態が続き、老朽化が深刻な課題となっていた。その結果、1992年12月19日にイタリア運輸省は安全上の懸念により技術認可を取り消す判断を下し、それを受けてキエーティ市は改修工事が完了するまでトロリーバスを運休する措置を取った。しかし、資金調達に難をきたした事により本格的な更新工事の開始は2001年からとなった。架線の電圧の変更（600 V→750 V）やそれに伴う車両の改造、車庫の新設などが実施されたが、経由区間の再編工事や安全対策などを理由とした遅延が生じ、試運転を始めとした運行再開に向けた工程が完了したのは2009年となった。
そして同年9月26日、大々的なイベントと共にトロリーバスは運行を再開したものの、諸事情により数か月後には再度運行休止を余儀なくされ、ディーゼルバスによる代行運転が行われた。その後、2012年にノンステップバスの導入が実施された事により、2013年以降トロリーバス車両による運行が本格的に再開されている。

## 路線
2025年現在、キエーティ市内には以下のトロリーバス路線が存在する。また、2020年時点で路線の延伸も計画されている。
| 系統番号 | 起点            | 終点                  | 備考 |
| -------- | --------------- | --------------------- | ---- |
| 1        | Piazzale S.Anna | Ospedale Clinicizzato |      |

## 車両
2025年時点でキエーティ市内のトロリーバスで使用されている車両は、2012年に5両が導入された、ベルギーのバンホールが開発したノンステップ車両のA330 Tである。全長12 m、定員70人（着席27人）、最高速度は70 km/hで冷房を完備しており、停電時でも走行可能なようディーゼル発電機を搭載している。
一方、それ以前の1980年代に導入され、開業時から使用されていたフィアット668F（Fiat 668F）を置き換えたメラリニ製の201 FLUについては、導入された10両のうち営業休止後に3両が部品取り用となり廃車された一方、残りの7両については機器の更新、昇圧対応などの工事を経て再度営業運転に導入されたが、2025年現在は全車とも運用から離脱している。

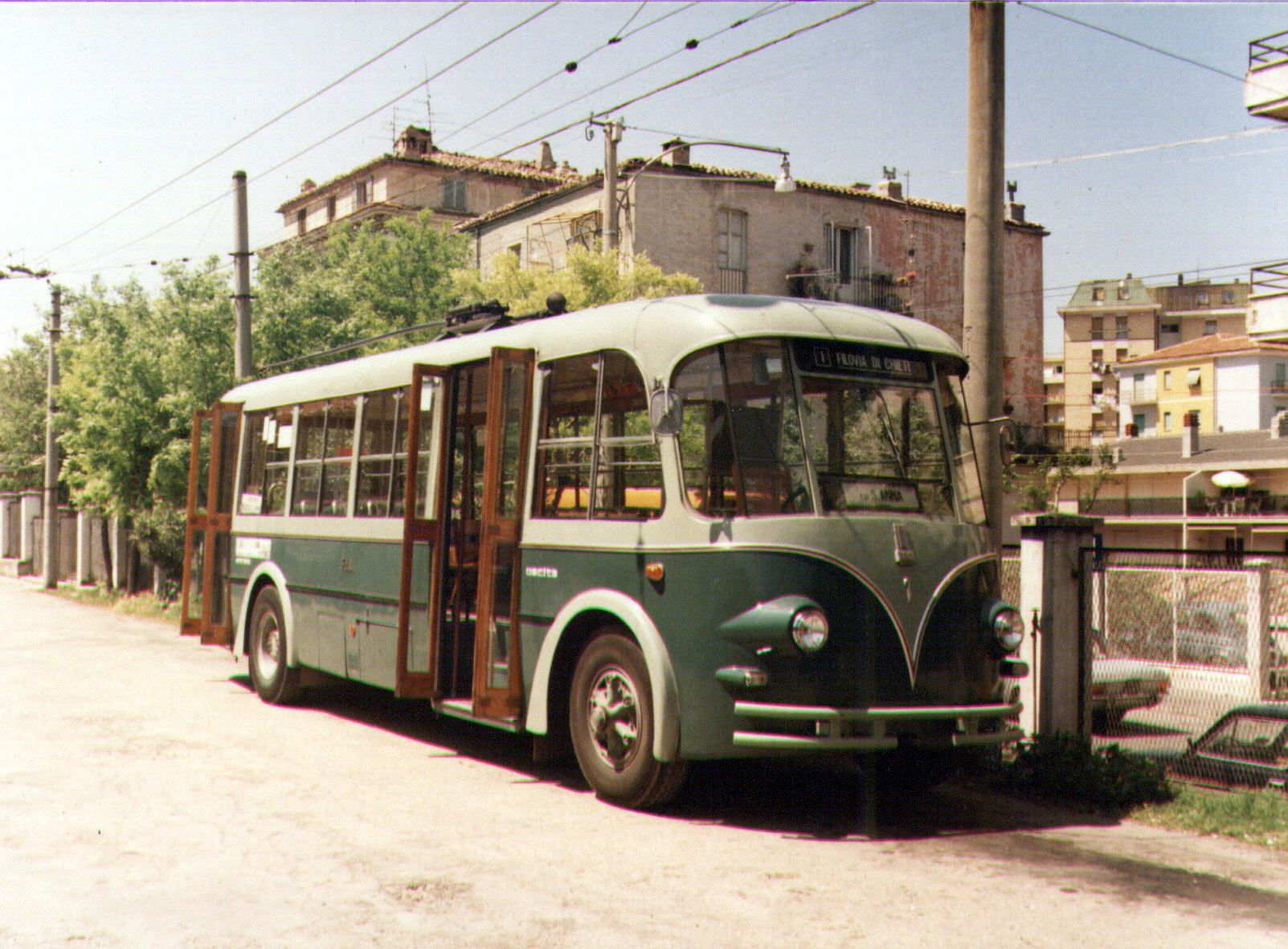
開業時から使用されていたフィアット668F